# Кошалиев, Меклис Бейшенович
Меклис Бейшенович Кошалиев (род. 30 ноября 1951) — киргизский футболист и футбольный тренер.
Воспитанник таласского футбола. Тренировался в ДЮСШ у Григория Пугачёва.
Игровая карьера прошла в командах «Алга» и «Алай». В 1982 году получил спортивное звание — мастер спорта СССР.
В 1975 году окончил Киргизский государственный институт физической культуры
В советская время тренировал «Алгу» и «Алай». В 1986—1991 годах года работал в спортивном интернате им. Н. К. Крупской.
В начале 1992 года вновь вернулся вторым тренером в «Алгу». Чуть позже возглавил тренерский штаб киргизской сборной. В 1995 году тренировал бишкекское «Динамо»
С 1996 года — директор РСДЮШОР по футболу по футболу и является техническим директором Федерации футбола КР.
В 2010 году был награждён Почётной грамотой Кыргызской Республики.
В 2016 году был удостоен почётного звания «Заслуженный работник физической культуры и спорта Кыргызской Республики».
В 2016 году был награждён Почётным знаком МПА СНГ «За заслуги в развитии физической культуры, спорта и туризма».